# Mont Penkenūshi
Le mont Penkenūshi (ペンケヌーシ岳, Penkenūshi-dake) est une montagne culminant à 1 750 m d'altitude dans les monts Hidaka en Hokkaidō au Japon. La Penkenūshi-gawa (ペンケヌーシ川) prend sa source dans la montagne.